# 김행자 (디자이너)
김행자(金幸子, 1940년 ~ 2025년 5월 19일)는 대한민국의 패션 디자이너였다.

## 생애
덕성여자대학교 국어국문학과를 졸업한 후, 패션 업계에 종사하던 남편과 결혼하였다. 이후 직접 원단을 시장에서 구입하고 공장을 오가며 현장에서 패션 디자인을 익혔다.
1970년 서울 충무로에 위치한 2층 규모의 가옥에 사무실을 마련하며 패션 디자이너로서 첫 발을 내디뎠다. 당시 1층은 매장으로, 2층은 공장 겸 사무실로 활용되었다. 1972년에는 ‘애티튜드’와 ‘김행자 부티크’ 브랜드를 런칭하였으며, 이로 인해 연간 4천만 원에 달하는 매출을 기록하였다.
1995년에는 서울 명동에 위치한 6층 건물로 사무실을 확장·이전하였고, 이후 자신의 이름을 딴 의류 기업인 ‘행자원’을 설립하였다. 한편, 그의 딸 박지원은 ‘김행자 부티크’에서 디자인실장으로 근무하며 패션 디자이너로서의 길을 이어갔다.
2025년 5월 19일 밤 10시 12분에 숙환으로 사망하였다.

## 기타
1994년에 제작된 크라운제과의 과자 브랜드인 초코하임 광고에 출연했다.